# Biotodoma
Biotodoma – rodzaj słodkowodnych ryb okoniokształtnych  z rodziny pielęgnicowatych (Cichlidae).
Występują w Ameryce Południowej – w dorzeczach Amazonki, Essequibo i Orinoko.

## Klasyfikacja
Gatunki zaliczane do tego rodzaju:
- Biotodoma cupido (Heckel, 1840)
- Biotodoma wavrini (Gosse, 1963)